# 臺北市私立東山高級中學
臺北市私立東山高級中學，簡稱東山高中，是臺北市文山區的一所私立中學。

## 歷史
1971年學校董事會籌組，由前建國中學校長凌孝芬為第一任董事長，並向臺北市政府教育局申請設立，1971年8月核准立案成立高中部，由前臺灣省政府教育廳主任秘書王樅為首任校長，1994年增設國中部。
2024年6月，東山高中國中部經媒體報導未經許可超收142名學生。學校雖然在4月函請台北市政府教育局增班，因程序問題未獲許可。教育局表示，除了請學校保障學生就學權益，也會協調學生重新分發學校。台北市教育局副局長陳素另外說明，超收問題違反私立學校法將成立案件，送往私立學校諮詢會討論，針對超收的部分最嚴重可能面臨停招。後私校諮詢會議決議時任校長與教務主任分別裁罰50萬元。

## 設施
校地一萬餘坪，有懷東樓、隱公樓、孝芬樓、道安樓四棟教學大樓，目前國中部四十二班、高中部三十班，全校師生近3,400人。全校專任教師人數140人，碩士學位者50人，學士學位者90人。

## 校長
| 任次  | 名     | 上任日    | 卸任日    |
| ----- | ------ | --------- | --------- |
| 首任  | 王樅   | 1971年    | 1973年    |
| 第2任 | 雷永泰 | 1972年    | 2001年    |
| 第3任 | 李信隆 | 2001年    | 2005年7月 |
| 第4任 | 陳佳源 | 2005年8月 | 2016年7月 |
| 第5任 | 陳麗美 | 2016年7月 | 2024年7月 |
| 第6任 | 張師豪 | 2024年8月 | 現職      |

## 外部連結
- 官方网站